# Szennár-disznó
A Szennár-disznó (Sus scrofa sennaarensis) az emlősök (Mammalia) osztályának párosujjú patások (Artiodactyla) rendjébe, ezen belül a disznófélék (Suidae) családjába tartozó vaddisznó (Sus scrofa) egyik alfaja.

## Előfordulása
A Szennár-disznó a vaddisznó afrikai alfajai közé tartozott. Egykor az előfordulási területe Egyiptomot és Szudánt foglalta magába, azonban nagy valószínűséggel ez az állat mára már kihalt.